# Hip-hop italien
Le hip-hop italien, ou rap italien, désigne le mouvement hip-hop ayant émergé en Italie au milieu des années 1990, et popularisé cette même décennie avec l'éclosion de rappeurs comme Jovanotti, Bassi Maestro et Frankie Hi-NRG MC et de groupes de rap comme Radical Stuff, Sangue Misto, Articolo 31, Porzione Massiccia Crew et Club Dogo.
Tout en restant continuellement inspiré par les rappeurs d'outre-Atlantique, le rap italien élabore progressivement sa propre personnalité, oscillant entre revendications sociopolitiques, messages positifs ou festifs et tentation commerciale. Il est généralement admis que le rap fait partie du mouvement culturel plus général dit hip-hop. Dans les années 2000, le rap italien trouve une croissance commerciale significative avec le lancement médiatique de nombreux rappeurs, la naissance de nombreuses compétitions de freestyle et vidéo sur Internet. Auparavant très discret le rap italien connaît un retentissement sans précédent depuis les années 2010 et le succès de la série italienne Gomorra, qui a incité des rappeurs français comme PNL ou SCH à tourner leurs clips dans le fameux quartier de Scampia, ce qui a suscité par la suite l’Intérêt du rap pour des jeunes artistes italiens.

## Histoire

### Années 1980
Le rappeur Jovanotti (aka Lorenzo Cherubini), qui a découvert le rap à Rome, en 1987, enregistre son premier album : Jovanotti for President. Il ne peut être question d'un travail hip-hop, mais ses textes sont interprétés en anglais dans des textes simples et légers qui donnent à Jovanotti cette étiquette d'« enfant éternel » qui marque ses premières productions. Avec la publication des chansons La mia moto et de Giovani Jovanotti, il abandonne le style de ses débuts. Quand il revient sur la scène avec un album de rap en 1991, il fait déjà partie d'un phénomène plus large.
On[Qui ?] peut dire que Jovanotti était l'un des premiers à rapper en Italie et à faire connaître le genre au grand public, mais jamais il ne s'est rapproché de la culture hip-hop. Les autres rappeurs de cette époque, Sangue Misto, Bassi Maestro et Radical Stuff ont chanté principalement en anglais sur leurs modèles américains.

### Oldschool et âge d'or

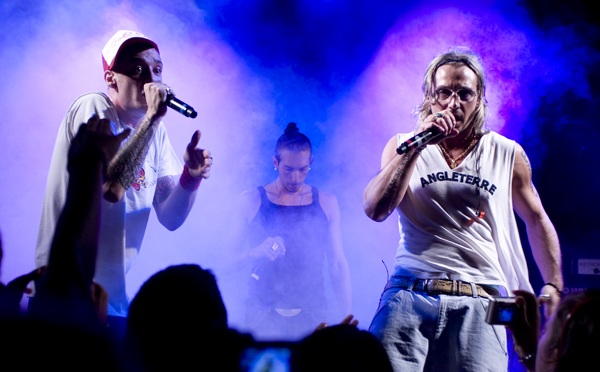
Les Gemelli Diversi en 2008.

Au début des années 1990 en Italie sont nés les rappeurs de Posse, terme signifiant « groupe », des militants dans les domaines politico-sociaux et de revendications des droits qui utilisent la musique pour exprimer leurs opinions et les diffuser. Le mouvement se développe principalement dans le contexte des centres sociaux. Depuis 1995, des artistes émergent tels que les Articolo 31, Bassi Maestro et Kaos One Un au Nord, Sangue Misto et les Uomini di Mare au Centre-Nord, Duke Montana et Lou X au Sud, chacun avec son propre style et sa propre façon de faire du rap, gagnent en popularité. Les plus grands interprètes de l'époque sont les Articolo 31 (J-Ax et DJ Jad) et Sangue Misto (Neffa, Deda et DJ Gruff), ce dernier, avec l'album SxM, devient une référence du genre et est considéré par beaucoup comme le plus grand album du hip-hop italien.
Depuis 1995 commence l'« âge d'or » du rap italien. Un des représentants est l'Italo-Américain Joe Cassano qui a développé sa musique entre New York et dans divers collectifs italiens dont le Porzione Massiccia Crew de Bologne, sa ville natale. En 1994, les Articolo 31 sortent l'album Messa di Vespiri contenant le single Ohi Maria, et deux ans plus tard publient Così com'é, promu par les singles Tranqi Funky et 2030. D'autres albums importants de cette période sont Merda e melma de Kaos One et Deda, Sotto effetto stono des Sottotono, Novecinquanta de Fritz da Cat, Sindrome di fine millennio des Uomini di Mare et 107 elementi de Neffa. En 1998, à Milan, se forme le groupe Gemelli Diversi. À la fin 1999, le groupe de Milan du Sacre Scuole, composé de Jake La Furia, Gué Pequeno et Dargen D'Amico, sort l'album 3 MC'S al cubo.

### Années 2000

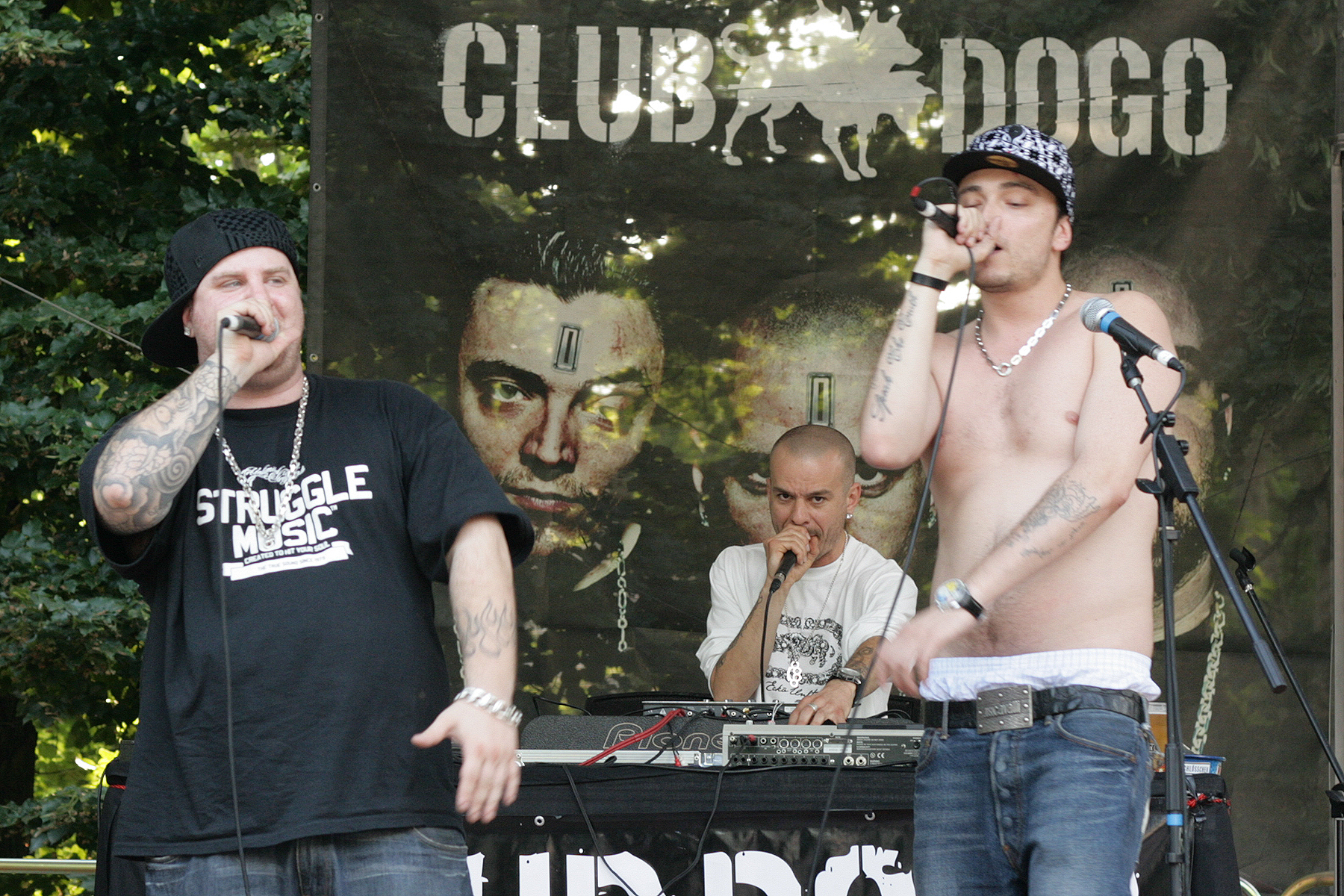
Club Dogo en 2007.

Au début des années 2000, le rappeur Caparezza connaît le succès avec Verità supposte, en 2001, le Sottotono participe au Festival de Sanremo avant sa dissolution. Après la dissolution des Articolo 31, avec J-Ax qui commence une carrière en solo et l'abandon de Neffa de la scène rap, la production reprend avec les Club Dogo avec l'album Mi fist, DJ Shocca avec 60 Hz, Bassi Maestro avec Background, Inoki avec Fabiano detto Inoki, Vacca avec Vh et Fabri Fibra avec l'album à succès Mr. Simpatia sorti en 2004. Cependant, le rap italien reste underground, le marché des disques, dirigés par des labels indépendants tels que Portafoglio Lainz et Vibra Records restait compétitif sur le marché.
En 2006, plusieurs rappeurs italien parviennent à obtenir un contrat d'enregistrement avec les Majors: Mondo Marcio, rappeur de Milan signe pour EMI Group, Inoki avec Warner Music, Fabri Fibra, Nesli et Club Dogo avec Universal Music,, et Cor Veleno avec H2O Music. La vidéo avec le plus de succès au niveau européen était la chanson Applausi per Fibra du rappeur Fabri Fibra, premier single de l'album Tradimento. Pour les compétitions de freestyle sont organisés les tournois de Mortal Kombat (gagné par Fabri Fibra et Mondo Marcio), 2theBeat (gagné par Ensi et Clementino) et Tecniche Perfette (gagné par Clementino, Emis Killa, Cane Secco et Moreno Donadoni).
Entre 2008 et 2009, le genre se développe vers un public plus large grâce à l'album Bugiardo de Fabri Fibra, et l'album éponyme de Marracash, qui atteignent les premières positions dans les classements.

### Succès mondial

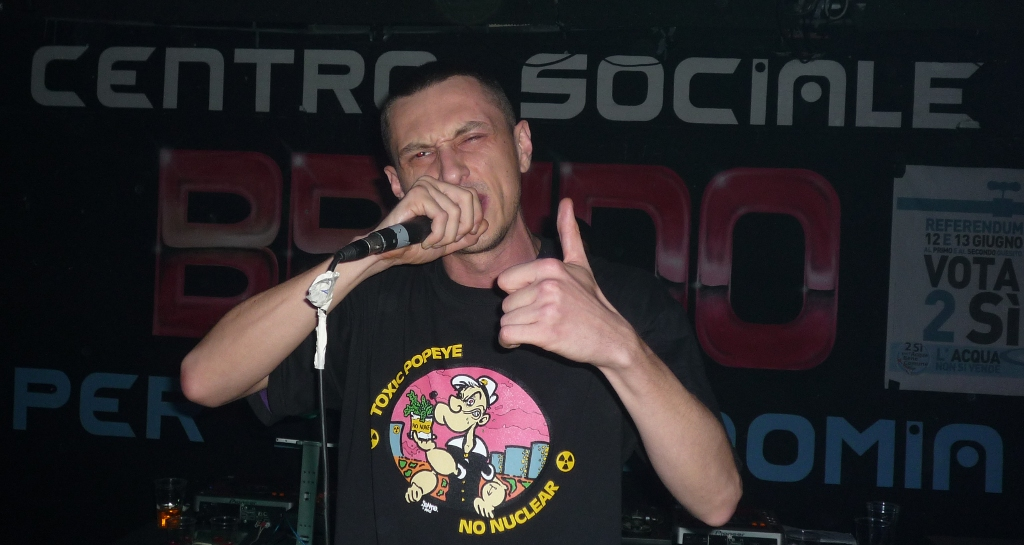
Le rappeur de la PMC et Inoki, en 2011.

Depuis 2010, après le single Tranne te de Fabri Fibra (connu à l'étranger avec la chanson In Italia, chantée avec Gianna Nannini en 2008), en Italie naît un véritable phénomène de mouvement rap. Cela permettra de lancer plus tard, de jeunes artistes comme Emis Killa, Fedez, Salmo, Clementino, Rocco Hunt et Moreno Donadoni. Les années 2010 marquent aussi l'arrivée de nouveaux rappeurs comme Ghali ou Sfera Ebbasta qui ont apporté la notoriété au rap italien hors Italie,.
Entre 2015 et 2016, la trap commence à atteindre le succès en Italie. À cette même période, les rappeurs italiens de renom sortent de nouveaux albums ; comme Fabri Fibra avec l'album Squallor, Marracash et Gué Pequeno avec leur album Santeria, et Emis Killa avec Terza stagione

## Dialectes et langues régionales
Dans la région des Pouilles, le dialecte dans le rap est représenté par les Sud Sound System depuis 1991. Les premiers milanais à chanter en rap dialectal sont les Articolo 31 en 2002 avec La ballata di Johnny Cannuccia et Weedo avec un morceau de freestyle publié en ligne. L'impact de la parole et de ses rimes est souvent combiné avec la culture populaire et passe par le filtre des différents dialectes de la péninsule, en favorisant la diffusion des réalités régionales et l'évolution globale du style italien, évidente dans les productions purement underground tels que le groupe Co' Sang, originaire de Naples (qu'ils ont chanté la chanson Rispettiva ammirazione avec le Français Akhenaton en 2009), Clementino, Rocco Hunt et du collectif romain du TruceKlan. 
En Sicile, le rappeur l'Elfo utilise souvent le dialecte sicilien pour ses chansons. À Naples, si le groupe de rap Co' Sang, célèbres dans les années 2000, étaient les premiers dans l'utilisation du dialecte napolitain, aujourd'hui le rappeur napolitain Géolier est le rappeur le plus populaire en Italie qui rap en napolitain, tout en touchant également un public des autres régions ne comprenant pas ce dialecte. En Frioul-Vénétie Julienne le rappeur Dj Tubet chante aussi en Frioulan, une langue  du Frioul. L'utilisation des dialectes dans le rap italien a souvent pour but de représenter et d'affirmer son identité régionale (napolitaine, sicilienne, frioulane par exemple) afin de montrer une différence avec le reste de l'Italie et en abordant des thématiques sociétales propres à sa région d'origine, comme la pauvreté, les problèmes avec la mafia, les conflits avec l'état italien.

## Télévision
En raison de la popularité croissante du rap italien, le chaîne de MTV Italie décide de créer un programme consacré à la culture rap. Depuis décembre 2011, sur MTV Italie, est diffusé le programme de télévision MTV Spit consacré au freestyle et mené par l'artiste Marracash, dont Ensi est le vainqueur de la première édition.